# Фінько Віктор Данилович
Віктор Данилович Фінько (нар. 17 січня 1926, Куп'янськ, Харківська область, Українська РСР, СРСР ⁣ — 2 вересня 2009) — завідувач кафедри кримінального процесу Харківського юридичного інституту (1967—1979), пізніше завідувач кафедри підтримки державного звинувачення у суді Інституту підвищення кваліфікації Генеральної прокуратури України та професор кафедри кримінального процесу Національної юридичної академії імені Ярослава Мудрого. Учасник Німецько-радянської війни.

## Біографія
Віктор Фінько народився 17 січня 1926 року в Куп'янську. З 1944 по 1950 рік служив у лавах Червоної (з 1946 року — Радянської) армії, брав участь у боях Великої Вітчизняної війни.
Юридичну освіту почав здобувати у Харківській юридичній школі, яку закінчив у 1952 році. Потім вступив на заочний факультет Харківського юридичного інституту (ХЮІ) і паралельно почав працювати в органах прокуратури, обіймав посади слідчого та прокурора у Великобурлуцькій та Дергачівській районних прокуратурах. У 1957 році закінчив ХЮІ й до 1963 року продовжував працювати в районних прокуратурах Харківської області.
У 1963 році розпочав свою роботу в ХЮІ, де послідовно обіймав посади асистента та доцента на кафедрі кримінального процесу, заступника декана заочного факультету. У 1967 році Віктор Данилович Фінько обійняв посаду завідувача кафедри кримінального процесу ХЮІ, замінивши на цій посаді Д. А. Постового. Того ж року став секретарем партійного комітету ХЮІ. Фінько залишався секретарем парткому ХЮІ до 1974 року, а завідувачем кафедри кримінального процесу — до 1979 року, поступившись останньою посадою Ю. М. Грошевому.
У 1977 році увійшов до складу координаційної ради при Міністерстві вищої та середньої спеціальної освіти СРСР. У 1979 (за іншими даними — у 1985) році Віктор Фінько перейшов на роботу до Інституту підвищення кваліфікації Генеральної прокуратури України, де спочатку працював доцентом на кафедрі кримінального процесу, а з 1985 по 1999 рік послідовно був доцентом, професором і завідувачем.
За різними даними у 1995 або у 1999 році, Фінько повернувся до Національної юридичної академії імені Ярослава Мудрого (до 1991 року - ХЮІ), де обійняв посаду професора кафедри кримінального процесу.
Віктор Данилович Фінько помер 2 травня 2009 року.

## Наукова діяльність
Займався дослідженням низки проблем кримінального процесу, серед яких: роль прокурора у кримінальному процесі, підтримка прокурором державного звинувачення, а також питання пов'язані з касаційними та винятковими провадженнями, виконанням судових вироків.
1966 року Віктор Данилович Фінько під керівництвом Абрама Львовича Рівліна захистив дисертацію на здобуття наукового ступеня кандидата юридичних наук на тему «Прокурор у судовому розгляді кримінальних справ». В 1968 йому було надано вчене звання доцента, а в 1995 - професора.
Займався науково-практичною роботою, у 1996—1998 роках у складі робочої групи Інституту підвищення кваліфікації Генеральної прокуратури України брав участь у розробці проєкту Закону України «Про прокуратуру».
Віктор Данилович був автором та співавтором 80 наукових праць, основними серед яких були: «Кримінальний процес» (укр. «Кримінальний процес» ; 1971, 1978, 1980, 1983 та 2000, співавтор підручника), «Науково-практичний коментар. Кримінально-процесуальний кодекс України» (укр. «Науково-практичний коментар. Кримінально-процесуальний кодекс України» ; 1979; співавтор), «Прокурорський нагляд за дотриманням законів у стадії виконання вироку» (укр. «Прокурорський нагляд за дотриманням законів у стадії виконання вироку», 1989, навчальний посібник), «Науково-практичний коментар. Закон України „Про прокуратуру“» (укр. «Науково-практичний коментар. Закон України „Про прокуратуру“»; 1993, співавтор) та «Нове у кримінально-процесуальному законодавстві України» (укр. «Нове у кримінально-процесуальному законодавстві України» ; 2002, співавтор).

## Нагороди
Віктор Данилович Фінько був відзначений п'ятнадцятьма радянськими та українськими державними нагородами, у тому числі: медалями «За перемогу над Німеччиною у Великій Вітчизняній війні 1941—1945 рр.», Жукова, та «Захиснику Вітчизни», також був відзначений почесним званням «Почесний працівник Прокуратури України».